# Ho Sogn
Ho Sogn ist eine ehemalige Kirchspielsgemeinde (dän.: Sogn) auf der Halbinsel Skallingen an der Nordseeküste im südlichen Dänemark. Bis 1970 gehörte sie zur Harde Vester Horne Herred im damaligen Ribe Amt, danach zur Blåvandshuk Kommune im erweiterten Ribe Amt, die im Zuge der  Kommunalreform zum 1. Januar 2007 in der „neuen“  Varde Kommune in der Region Syddanmark aufgegangen ist.

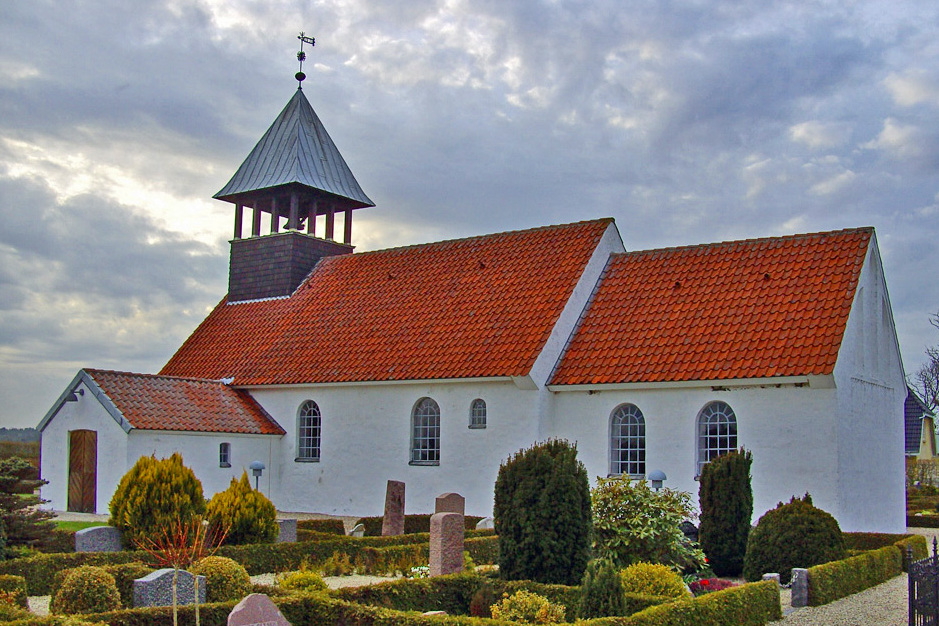
Ho Kirke

Einzige unmittelbar angrenzende Nachbargemeinde war im Norden Oksby Sogn.
Am 27. November 2016 wurden Ho Sogn und Oksby Sogn (mit dem ehemaligen Kirchenbezirk Mosevrå Sogn) ins Blåvandshuk Sogn zusammengelegt. Zuletzt (30. September 2016) lebten 186 Einwohner im Kirchspiel. Im Kirchspiel lag die Kirche „Ho Kirke“.